# Paxton (Nebraska)
Paxton es una villa ubicada en el condado de Keith en el estado estadounidense de Nebraska. En el Censo de 2010 tenía una población de 523 habitantes y una densidad poblacional de 195,67 personas por km².

## Geografía
Paxton se encuentra ubicada en las coordenadas 41°7′24″N 101°21′7″O / 41.12333, -101.35194. Según la Oficina del Censo de los Estados Unidos, Paxton tiene una superficie total de 2.67 km², de la cual 2.67 km² corresponden a tierra firme y (0%) 0 km² es agua.

## Demografía
Según el censo de 2010, había 523 personas residiendo en Paxton. La densidad de población era de 195,67 hab./km². De los 523 habitantes, Paxton estaba compuesto por el 98.28% blancos, el 0% eran afroamericanos, el 0% eran amerindios, el 0.96% eran asiáticos, el 0% eran isleños del Pacífico, el 0.38% eran de otras razas y el 0.38% pertenecían a dos o más razas. Del total de la población el 1.91% eran hispanos o latinos de cualquier raza.